# Елізабет Берклі
Елі́забет Бе́рклі (англ. Elizabeth Berkley; нар. 28 липня 1972 року, Фармінгтон Гілз, штат Мічиган, США) — американська модель, акторка телебачення, кіно та театру, танцюристка, активістка захисту прав тварин.

## Біографія
Елізабет Берклі народилася і виросла в Західному Блумфілді, північному передмісті Детройта, штат Мічиган. Її мати, Джер, займається бізнесом, а батько Фред Берклі — адвокат. Берклі — єврейка за походженням і сповідує юдаїзм. Берклі ходила в приватну школу Кренбрук в Блумфілд-Гілз, а в 1990 році закінчила Північну середню школу Фармінгтон в Фармінгтон-Гілз, Мічиган. З ранніх років вона танцювала і займалася в кімнаті, яку її батьки розмістили у підвалі їхнього будинку. У 1982 році, у 10 років, вона прослуховувалась на провідну роль фільмі «Енні», але не пройшла. Оскільки її любов до танцю збільшилася, вона стала більше часу приділяти цьому заняттю, їздити в Нью-Йорк, щоб навчатися з іншими танцюристами і балетмейстерами. Також почала брати участь у кількох балетах, включаючи Лебедине озеро і в 1983 році з'явилася в деяких мюзиклах.
Елізабет народилася з різнокольоровими очима: праве наполовину зелене і наполовину коричневе, ліве — зелене.

## Кар'єра
Перш ніж почати акторську кар'єру, Берклі була моделлю в агентстві Elite Model Management. Її перший акторський дебют відбувся в 1987 року в телефільмі «Жаба» (Frog), і після цього вона стала багато з'являтися в кількох телешоу як гість. У 1989 році, у 17 років, вона прослуховувалась на роль Келлі Каповскі в телесеріалі «Врятований дзвінком» (Saved by the Bell), але продюсери шоу не могли вирішити, кого вибрати: її або Тіффані Тіссен. В результаті вони створили для Берклі персонажуц Джессі Спано, яку вона втілювала з 1989 по 1993 роки.
Після роботи у «Врятований дзвінком» Берклі пройшла прослуховування у фільм «Стриптизерки» режисера Пола Верговена і була затверджена на роль Номі Мелоун. Еротичне і завантажене «оголеністю» кіно отримало суперечливий рейтинг NC-17 У США (перший великий фільм, який був свідомо призначений отримати цю оцінку), мало касовий провал та широко розкритикувалося.
Після провалу фільму та отримання премії «Золота малина» як найгірша акторка за роль у фільмі Берклі з'явилася в маленькій ролі в кінокомедії «Клуб перших дружин», граючи з Ґолді Гоун, Бетт Мідлер і Даян Кітон, перш ніж озвучити роль головної героїні «Наомі Армітаж» (Naomi Armitage) у відео аніме «Armitage III: Поліматриця». Над цим аніме вона працювала з актором Кіфер Сазерленд, який також озвучив головного персонажа «Росса Сілібаса» (Ross Sylibus). Потім вона зіграла роль дублерки співачки Мадонни з іменем «Тіна» в незалежному фільмі «Справжня блондинка».
З часом фільм «Стриптизерки» досяг культового статусу серед фанів і отримав номер 36 в списку журналу Entertainment Weekly). Елізабет Берклі виступила в сильних ролях підтримки в незалежних фільмах, таких як «Збирач податків», «Замітаючи сліди», «Улюбленець жінок» (в якому її менеджер радив їй не зніматися), і «Зворушливий Малькольм». У неї також була маленька роль дівчини за викликом, найнятої персонажем Тоні Д'Амато, якого зіграв Аль Пачіно в спортивній драмі Олівера Стоуна «Щонеділі», a також ключова роль другого плану у фільмі Вуді Аллена «Прокляття нефритового скорпіона».
Берклі з'явилася на театральній сцені з Едді Іззард в ролі Honey в лондонській постановці «Ленні». Вона дебютувала на Бродвеї, в комедії «Хитра Лисиця», де її партнером був Річард Дрейфус в лютому 2004. Вона підміняла Кетрін Келнер в ролі «Бонні» у 2005 році, в Off Broadway theater в п'єсі «Сум'яття» виробництва американського драматурга і сценариста Девіда Рейб, граючи поруч з Паркер Повзі, Ітаном Гоуком і Боббі Канавале.
Берклі отримала велику похвалу за роль в фільмі «Сум'яття» від Чарльза Ішервуд The New York Times, яка раніше критично відгукувалася про її здібності. Берклі була помічена в багатьох драматичних телевізійних ролях, а також виступала як гостя, граючи головну роль у таких телесеріалах, як «Без сліду», «CSI: Місце злочину Маямі», «Межа», «Поліція Нью-Йорка» і «Закон і порядок. Злочинний намір». Однак вона залишилася вірною своїм комічним кореням, зігравши в успішній і шанований критиками ситуаційній комедії «Тайтус», в якій виконала роль сестри головного героя, Шенона. Вона також грала головну роль у телефільмі «Спокуса» виробництва телеканалу Lifetime, виступивши в ролі Крісті Довсон, вчительки середньої школи, протиправно обвинуваченої у сексуальному домаганні одним з її студентів, який стає одержимим нею. В цей же час в 2007 році вийшов телефільм під назвою «Чорна вдова», в якому вона перевтілилася в жінку, підозрювану у вбивстві своїх чоловіків, щоб отримати їхні гроші.
Берклі проводила реаліті-шоу на кабельному телевізійному каналі Bravo під назвою «Step It Up and Dance» — змагання 10 танцюристів-наслідувачів, які конкурують один з одним, щоб виграти грошовий приз у розмірі $ 100 000, а також мають можливість працювати з головними балетмейстерами країни. Шоу стартувало в квітні 2008 року і було скасоване після першого сезону. Реаліті-шоу мало найвищі рейтинги на телеканалі Bravo, складаючи в середньому 756 000 глядачів кожен тиждень — 522 000 з яких були у віці 18 років.
Під час прес-туру шоу «Step It Up and Dance» Берклі з'явилася на різних шоу, включаючи різні ранкові програми новин, на телеканалі ABC в 2 передачах «Джиммі Кіммел наживо!» та The View, на каналі CNBC у передачі «Велика ідея з Донні Дойч», а також на телеканалі E! в передачі «Chelsea Lately» і на Fuse TV у передачі «The Sauce». Берклі грала головну роль разом з Томасом Джейном у короткометражному фільмі Девіда Аркетта «Люблячий дворецький», прем'єра якого відбулася в Китайському театрі Граумана в Лос-Анджелесі, в червні 2008 року.
У 2009 Берклі виконала головну роль Келлі Вентворт в телесеріалі «Секс в іншому місті». Разом з нею в цьому серіалі знімалася акторка Дженніфер Білз, яка насправді є її подругою і раніше, в 2002 році, працювала з нею у фільмі «Улюбленець жінок».
Берклі у співпраці з MTV розробляє реаліті-шоу, яке буде зосереджено на її власній програмі «Ask-Elizabeth» для дівчат-підліток. Шоу буде стежити за акторкою, яка подорожує всією країною і зустрічається з дівчатами різного віку, щоб обговорити важливі для них теми. Шоу було анонсовано до виходу в кінці 2009 року.

## Особисте життя

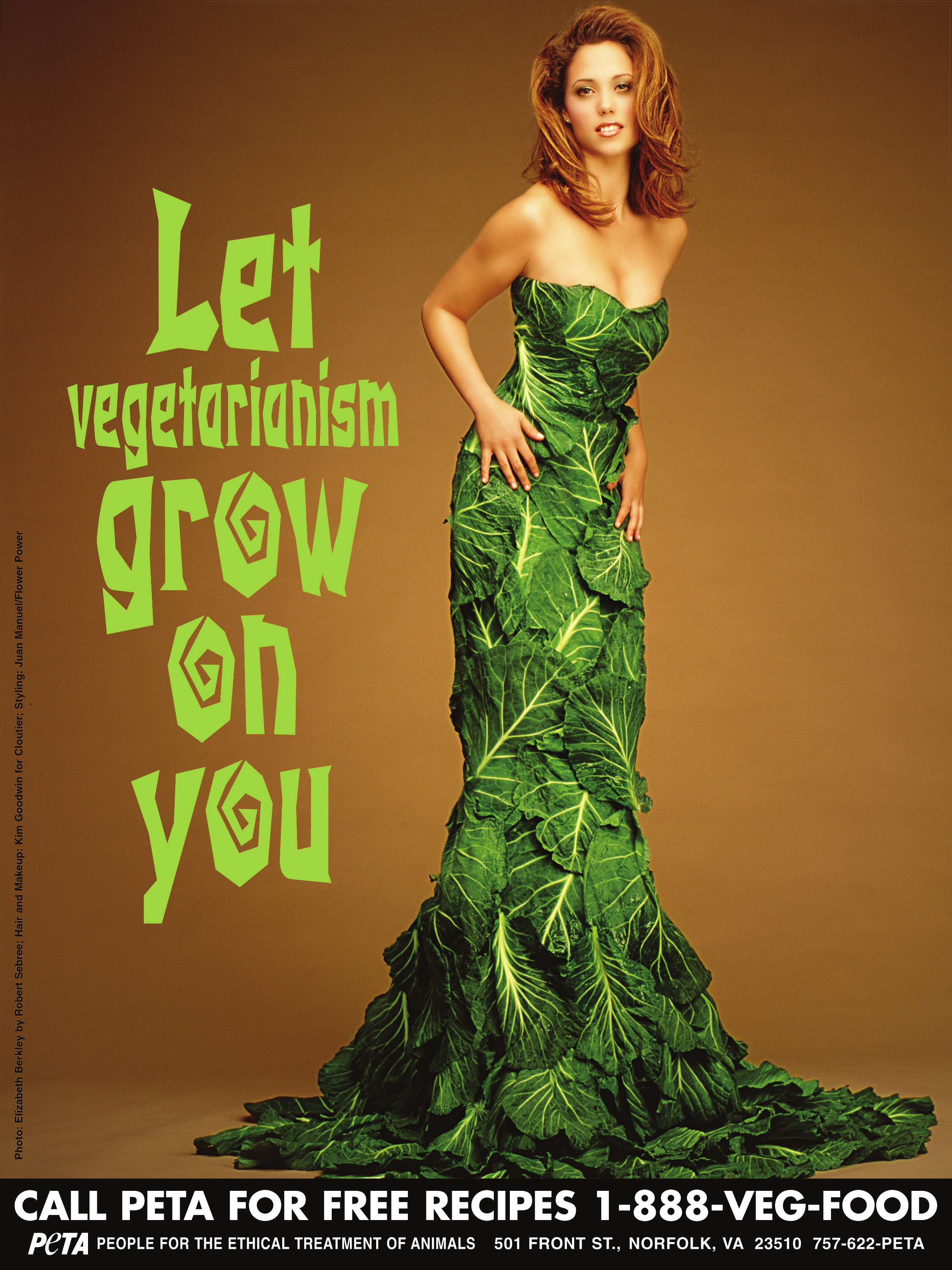
Берклі в рекламі організації PETA.

Елізабет Берклі — віддана активістка із захисту прав тварин і в 1997 році надягала сукню за 600 $, зроблену повністю з листової капусти компанією, що спонсорується організацією «Люди за етичне ставлення до тварин» (PETA), щоб спробувати заохотити людей прийняти вегетаріанство.
У 2008, 2009 вона була серед багатьох знаменитостей, номінованих на звання «Найексуальніший вегетаріанець року» (Sexiest Vegetarian of the Year).
1 листопада 2003 Берклі одружилася з художником і актором Грегом Лореном у готелі Есперанса, в місті Кабо-Сан-Лукас, Мексика. Пара зустрілася під час класу танцю в 2000 році, незабаром виникли стосунки. Всі гості весільної вечірки (включаючи Берклі і Лорена) були одягнені у вбрання, створене дядьком Грега, модельєром Ральфом Лореном. На весіллі вона і наречений танцювали танець, поставлений учителем класу танцю, в якому вони зустрілися. Берклі формально змінила ім'я на Елізабет Берклі Лорен, але все ще використовує своє дошлюбне прізвище професійно. Берклі активно працює доброволицею з літніми людьми та в педіатричному фонді СНІДу (Elizabeth Glaser Pediatric AIDS Foundation).
5 березня 2012 стало відомо, що Елізабет Берклі вагітна. 20 липня 2012 року народила сина Ская Коула Лорена.
У 2006 році, після того, як чоловік Берклі прокоментував число дівчат, які приїхали до неї для отримання порад, і пожартував, що у неї має бути власна колонка, вона створила сайт «Ask-Elizabeth» («Запитайте Елізабет»), щоб допомогти дівчатам-підліткам.
Елізабет Берклі розвиває власну продюсерську компанію, названу «5,6,7,8 Productions», і сподівається використати її для різних проєктів і як акторка, і як продюсерка.

## Фільмографія
| Рік       |   | Українська назва                 | Оригінальна назва                   | Роль                                   |
| --------- | - | -------------------------------- | ----------------------------------- | -------------------------------------- |
| 1989—1991 | с |                                  | Saved by the Bell                   | Джессі Міртл Спано (75 епізодів)       |
| 1991      | ф | На гребені хвилі                 | Point Break                         | дівчина у макраме (видалена сцена)     |
| 1992      | с | Рятувальники Малібу              | Baywatch                            | Кортні Бреммер (2 епізоди)             |
| 1994      | ф | Моллі і Джина                    | Molly & Gina                        | Кімберлі Свіні                         |
| 1995      | ф |                                  | White Wolves II: Legend of the Wild | Джессі Спено                           |
| 1995      | ф | Стриптизерки                     | Showgirls                           | Номі Мелоун                            |
| 1996      | ф | Клуб перших дружин               | The First Wives Club                | Фібі Лавель                            |
| 1997      | ф | Справжня блондинка               | The Real Blonde                     | Тіна                                   |
| 1999      | ф | Замітаючи сліди                  | Tail Lights Fade                    | Ів                                     |
| 1999      | ф | Щонеділі                         | Any Given Sunday                    | Менді Мерфі                            |
| 2001      | ф | Прокляття нефритового скорпіона  | The Curse of the Jade Scorpion      | Джилл                                  |
| 2001      | ф |                                  | The Shipment                        | Кенді                                  |
| 2002      | ф |                                  | Roger Dodger                        | Андреа                                 |
| 2002      | с | Сутінкова зона                   | The Twilight Zone                   | Маріса Сенборн (епізод "Sanctuary")    |
| 2003      | с | CSI: Місце злочину               | CSI: Crime Scene Investigation      | Рене (епізод "Lady Heather's Box")     |
| 2004      | с | Без сліду                        | Without a Trace                     | Лінетт Шоу (епізод "American Goddess") |
| 2006      | с | Закон і порядок: Злочинні наміри | Law & Order: Criminal Intent        | Даніель Квінн (епізод "Dollhouse")     |
| 2008      | ф |                                  | Meet Market                         | Лінда                                  |
| 2008—2009 | с | C.S.I.: Місце злочину Маямі      | CSI: Miami                          | Джулія Вінстон (9 епізодів)            |
| 2009      | с | Секс в іншому місті              | The L Word                          | Келлі Вентворт (4 епізоди)             |
| 2009      | ф |                                  | Women in Trouble                    | Трейсі                                 |
| 2009      | ф |                                  | S. Darko                            | Труді                                  |